# Dekanat Reda
Dekanat Reda – jeden z 24 dekanatów katolickich archidiecezji gdańskiej, obejmujący obszar miast Rumia i Reda. Dziekanem do 1 marca 2025 był proboszcz parafii św. Antoniego Padewskiego w Redzie – ks. kanonik Jan Kowalski. Od 19 marca 2025 funkcję dziekana pełni proboszcz parafii Wniebowzięcia Najświętszej Maryi Panny i św. Katarzyny Aleksandryjskiej w Redzie – ks. kanonik Janusz Mathea.  

## Parafie
W skład dekanatu wchodzi 9 parafii:
1. Parafia bł. Edmunda Bojanowskiego i św. Antoniego Padewskiego w Rumi – Rumia, ul. Aleksandra Fredry 24
2. Parafia Najświętszej Maryi Panny Nieustającej Pomocy w Redzie – Reda, ul. Kościelna 18
3. Parafia Najświętszej Maryi Panny Wspomożenia Wiernych w Rumi – Rumia, ul. Dąbrowskiego 26
4. Parafia Podwyższenia Krzyża Świętego w Rumi – Rumia, ul. Kościelna 20
5. Parafia św. Antoniego Padewskiego w Redzie – Reda, ul. Fenikowskiego 4
6. Parafia św. Jana z Kęt w Rumi – Rumia, ul. Stoczniowców 23
7. Parafia św. Józefa i św. Judy Tadeusza w Rumi – Rumia, ul. Podgórna 1
8. Parafia św. Wojciecha w Redzie – Reda, ul. Nowa 3
9. Parafia Wniebowzięcia NMP i św. Katarzyny w Redzie – Reda, ul. Gdańska 3

## Sąsiednie dekanaty
Gdynia-Chylonia, Gdynia-Oksywie, Puck, Wejherowo